# Gezamenlijke Piloot-Observatiebadge
De Gezamenlijke Piloot-Observatiebadge (Duits: Gemeinsame Flugzeugführer- und Beobachterabzeichen) werd op 19 januari 1935 door Hermann Göring ingesteld, in zijn functie als Reichsminister der Luftfahrt als opvolger voor het Fliegerschaftsabzeichen.

## Geschiedenis
Een vereiste was om voor de verlening van het Gemeinsame Flugzeugführer- und Beobachterabzeichen in aanmerking te komen, het reeds al onderscheiden te zijn met piloten- of observator badge en dat de voorwaarden voor de beide badges. Het voorschrift van 31 juli 1944, bepaald dat tussen de verlening piloten- of observator badge en de Gezamenlijke Piloot-Observatiebadge minstens één jaar moest zitten.

### Klasse
- 3e Klasse - brons, opleiding van 2 maanden met 5 verplichte vluchten als waarnemer, navigator of schutter.[5]
- 2e Klasse - goud[5]
- 1e Klasse - goud met diamanten, geen criteria, een geschenk van Göring.[5]

## Het uiterlijk en draagwijze
Het Piloot-Observatiebadge was gemaakt van verzilverd messing of zink. Het was een ovale badge, waarvan vergulde krans met eiken- en laurierbladeren was gevormd. De badge kon onderscheiden worden door de gouden krans; de Piloten badge had een zilveren krans. Op de krans staat het zilveren insigne van de Luftwaffe van de tweede vorm opgezet. De rugzijde van de badge toont een loodrecht gesoldeerd naald met veiligheidssluiting.
Het werd gedragen op het lagere gedeelte van de linker borstzak op het uniform, net onder het IJzeren Kruis 1e klasse (indien mee onderscheiden). De stoffen variant van de badge werd ook toegestaan op het flying suit.
Als de ontvanger sneuvelde, moest de familie de badge terugsturen worden naar het Ministerie van Luchtvaart.

## Gezamenlijke Piloot-Observatiebadge in Goud met Diamanten
Het Gezamenlijke Piloot-Observatiebadge in Goud met Diamanten was een speciale uitgave. De onderscheiding met diamanten werd officieel niet ingesteld, maar werd wel op 16 maart 1935 ingevoerd. Het was geen functionele onderscheiding, maar een geschenk van Göring. Deze badge werd meer beschouwd als een sieraad. Het werd gemaakt door de Weense juwelier Rudolf Stübiger. De krans is gemaakt van goud 14 karaat andere bronnen spreken, van 22 karaat. De adelaar en swastika zijn van platina gemaakt. De linkervleugel is ingelegd met 31 diamanten en de rechtervleugel is ingelegd met 36 diamanten. De tweede uitvoering was puur uit verguld zilver en met strassstenen bezet.
Als verleningscriteria waren:
- Verdienste voor de Luftwaffe;
- Uitmuntende dapperheid;
- Buitengewone prestaties in troepen leiding;
- Diplomatisch verstandhouding met buitenlandse staatslieden.

De uitreikingen werden uitsluitend door Göring persoonlijk verricht en ieder kreeg twee uitvoeringen van de badge.

### Gezamenlijke Piloot-Observatiebadge in Goud met Diamanten voor vrouwen

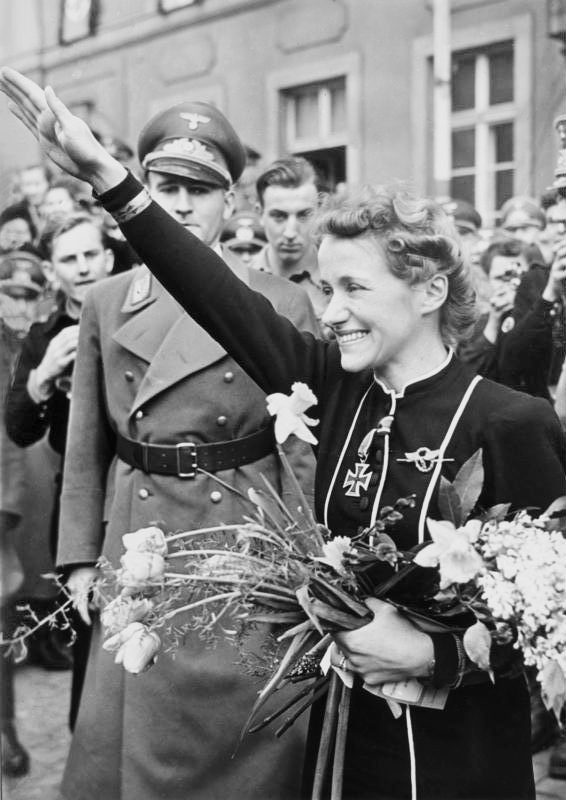
Flugkapitän Hanna Reitsch onderscheiden met het IJzeren Kruis 2e klasse en daarnaast het Gezamenlijke Piloot-Observatiebadge in Goud met Diamanten voor vrouwen, april 1941.

De badge was 1/3 van de grootte van de mannen versie en identiek aan de normale versie.
De enige twee vrouwen die deze badge hebben ontvangen zijn:
- Flugkapitän Hanna Reitsch:[9] maart 1942[10]
- Flugkapitän Melitta Schenk Gräfin von Stauffenberg:[9]

Het uniform en badge van Hanna Reitsch is tentoongesteld in het Zeppelin Museum in Friedrichshafen.

### Gezamenlijke Piloot-Observatiebadge in Goud met Diamanten voor mannen
| Luftwaffe - Ernst Udet: - Hermann-Bernhard Ramcke: 1942 - Walter Nowotny: - Hajo Herrmann: - Werner von Blomberg: - Hermann Graf: - Curt Pflugbeil: - Karl-Heinrich Bodenschatz: - Nicolaus von Below: - Walther Wever: 11 november 1935 - Erhard Milch: 11 november 1935 - Hugo Sperrle: 19 november 1937 - Werner Mölders: midden augustus 1940 - Helmut Wick: - Adolf Galland: midden augustus 1940 - Ulrich Grauert: - Wolfram von Richthofen: midden augustus 1940 - Werner Baumbach: midden augustus 1940 - Kurt Student: 2 september 1940 - Friedrich Christiansen: september 1940 - Günther Korten: 1940 - Alexander Löhr: 1940 | - Bernd von Brauchitsch: zomer 1944 - Erich Hartmann: 25 augustus 1944 - Hans-Ulrich Rudel: zomer 1944 - Robert Ritter von Greim: 17 april 1945 - Martin Harlinghausen: 17 april 1945 - Albert Kesselring: - Hans-Joachim Marseille: - Friedrich Peltz: - Bruno Loerzer: - Hans-Jürgen Stumpff: - Heinrich Trettner: Ere-ontvangers - Heinrich Himmler: 8 juli 1942 - Erwin Rommel: - Karl Dönitz: 30 januari 1943 - Sepp Dietrich: 1943 - Otto Skorzeny: 1943 - herfst 1944 - Erich von Manstein: - Hans Baur: - Wilhelm Conrad Röntgen: (ere-drager) | Asmogendheden - Ferdinand Čatloš: - Miklós Horthy: - Italo Balbo: - Benito Mussolini: 28 november 1937 - Carl Gustaf Emil Mannerheim: begin juli 1942 - Ion Antonescu: 17 april 1945 - Francisco Franco: - Renato Sandalli: |

## Na de Tweede Wereldoorlog
De badges zijn van een hakenkruis voorzien. Dat betekent dat het verzamelen, tentoonstellen en verhandelen van deze onderscheidingen in Duitsland aan strenge wettelijke regels is onderworpen. Op 26 juli 1957 vaardigde de Bondsrepubliek Duitsland een wet uit waarin het dragen van onderscheidingen met daarop hakenkruizen of de runen van de SS werd verboden. In de gedenazificeerde uitvoering mogen de badges wel worden gedragen.

## Weblink
- (de) Foto's van de Gezamenlijke Piloot-Observatiebadge en in het goud met diamanten en stoffen variant.